# Tingvallaön

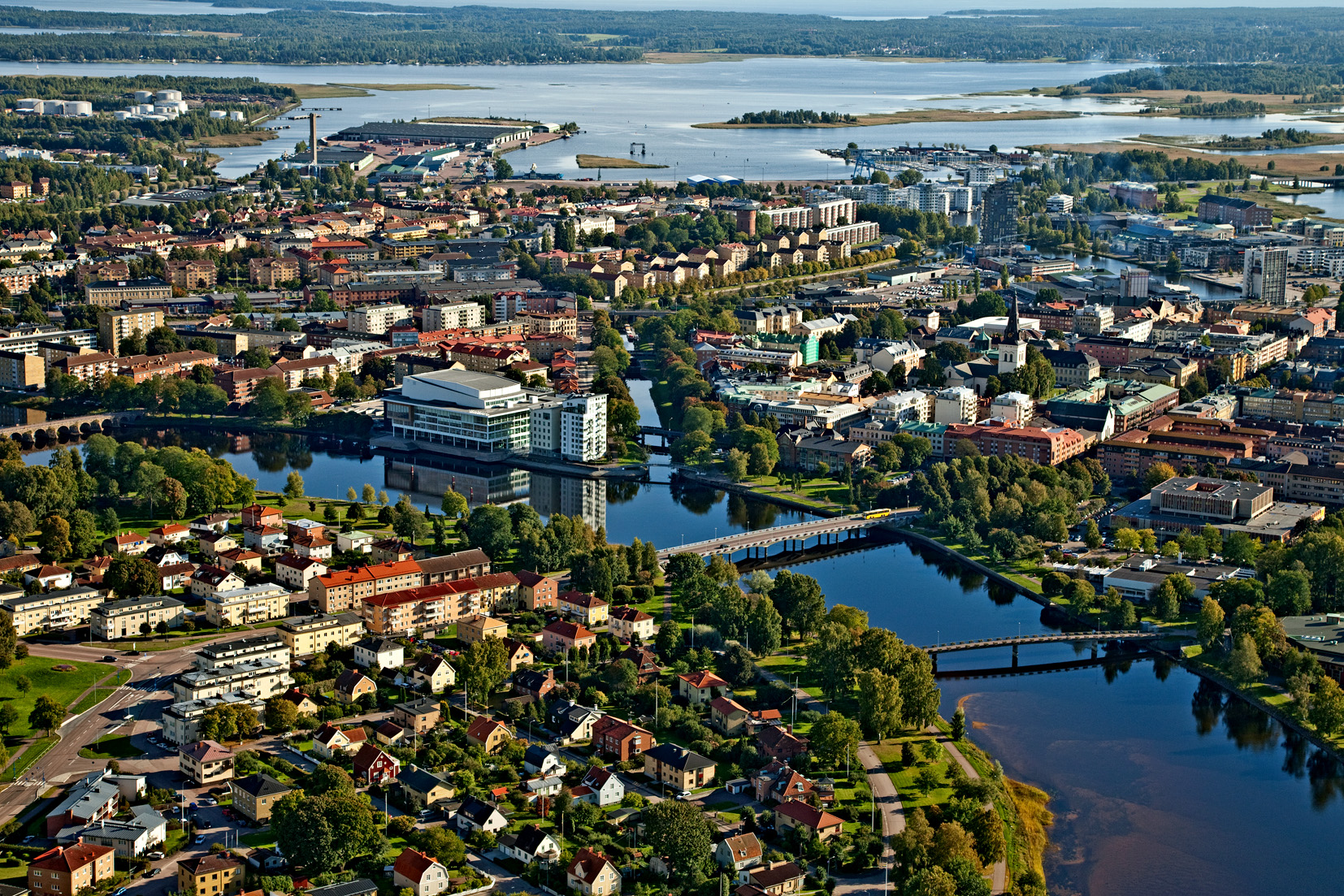
Flygfotografi från september 2013 över Tingvallaön med Karlstads domkyrka.

Tingvallaön är en ö, som omflyts av älvarmarna i Klarälvens delta. 
På denna ö ligger staden Karlstads centrala delar, som är den äldsta delen av staden. Där låg också Karlstads föregångare Tingvalla, under medeltiden fram till slutet av 1500-talet, då staden grundades på den tidigare handelsplatsens (köpingens) ställe.
Det har med säkerhet funnits en kyrka på ön sedan 1300-talet, som ursprungligen kallades Tingvalla kyrka. Denna första kyrka låg där Stadshotellet i Karlstad idag ligger. Alltså låg den nere vid Västra älvgrenen vid Västra bron, mitt emot nuvarande Värmlandsoperan på andra sidan älven.
Hur denna första kyrka såg ut är dock inte visst, eftersom den brann ner tillsammans med så gott som hela staden år 1616. I stället byggdes Karlstads domkyrka.